# فریسلاند (ناحیه)
فریسلاند (به آلمانی: Landkreis Friesland) یک ناحیه در آلمان است که در نیدرزاکسن واقع شده‌است.